# Stefan Lhotka
Stefan Lhotka, in jungen Jahren auch unter Lhotka Szirontai geführt, geboren als István Szirontai Lhotka (* 16. Mai 1884 in Budapest, Österreich-Ungarn; † 21. Februar 1938 in Budapest, Königreich Ungarn) war ein ungarischer Filmarchitekt und Kunsthochschullehrer.

## Leben und Wirken
Der gebürtige István Szirontai Lhotka hatte Kunst und Architektur in Budapest und in Berlin studiert und anschließend auch in diesen Berufen gearbeitet. Als Architekt und Innenarchitekt arbeitete er in den Jahren 1906 bis 1911 in Italien, Frankreich, Großbritannien und Deutschland. Wieder daheim in Budapest, erhielt Lhotka eine Professur an der dortigen Kunstgewerbeschule und begann während des Ersten Weltkriegs nebenbei auch als festangestellter Szenenbildner Filmdekorationen für Produktionen der Star-Filmfabrik Budapest-Wien zu entwerfen. 
1920 ging István Lhotka erneut nach Berlin, germanisierte seinen Vornamen zu „Stefan“ und war nahezu das gesamte Jahrzehnt mit der Erstellung von Kulissen für deutsche Filme beschäftigt. In diesem Zusammenhang kooperierte er mit Regisseuren wie Max Mack, Joe May, Otto Rippert, Lothar Mendes, Gennaro Righelli, Géza von Bolváry und Alexander Rasumny, für den er 1926 die Bauten zu „Überflüssige Menschen“, seinen wohl künstlerisch ambitioniertesten Film, schuf. Nebenbei lehrte Lhotka auch in Berlin weiterhin als Kunstprofessor. 
Nach seiner endgültigen Heimkehr nach Budapest setzte Lhotka seine designerische Tätigkeit beim ungarischen Tonfilm ebenso fort wie seine Lehrtätigkeit. Außerdem betätigte sich István / Stefan Lhotka auch als Maler.

## Filmografie
- 1916: Raskolnikov
- 1917: Dorian Gray (Az élet király)
- 1917: Der Verstoßene
- 1917: Der Leopard (A leopárd)
- 1917: Leon Leoni (Leoni Leo)
- 1917: Lili
- 1917: Katharina Radmirov (Radmirov Katalyn)
- 1917: Das Meeresungeheuer (A tryton / Der Tryton)
- 1917: Der Maskenball (Álarcosbál)
- 1918: Julia
- 1918: Aphrodite
- 1918: Lavina
- 1918: Mária Terézia
- 1918: Midás kiály
- 1918: Casanova
- 1919: Fehér rózsa
- 1919: Liliom
- 1920: Die Lieblingsfrau des Maharadscha, 3. Teil
- 1921: Die goldene Kugel
- 1921: Tobias Buntschuh
- 1921: Die Erbin von Tordis
- 1921: Ilona
- 1922: Scheine des Todes
- 1922: Luise Millerin
- 1922: Stürzende Götter
- 1922: Lola Montez, die Tänzerin des Königs
- 1923: Die Schlucht des Todes
- 1923: Zwei Menschen
- 1923: Die brennende Kugel
- 1923: Nanon
- 1924: Ein Traum von Glück
- 1924: Orient
- 1924: Die Puppenkönigin
- 1926: Überflüssige Menschen
- 1927: Die Gefangene von Shanghai
- 1927: Artisten
- 1929: Achtung! — Kriminalpolizei! (Rabmadár)
- 1932: Kisértetek vonata
- 1933: A bor
- 1934: Iglói diákok
- 1935: Édes mostoha
- 1935: Az okos mama
- 1936: Donaumelodien
- 1936: Havi 200 fix
- 1936: Pogányok
- 1936: Pókhálo
- 1937: Fizessen naghysád !
- 1937: Sportszerelem
- 1937: Viki